# Tô Thùy Yên
Tô Thùy Yên (1938 - 2019) là một nhà thơ nổi tiếng người Việt Nam. Ông là tác giả bài thơ "Chiều trên phá Tam Giang" mà một phần của đã được Trần Thiện Thanh phổ nhạc. Ông cũng là tác giả bài "Trường Sa hành" sáng tác vào Tháng Ba, 1974 không lâu sau khi Trung Quốc chiếm quần đảo Hoàng Sa để vinh danh những chiến sĩ bảo vệ đất nước ngoài biển khơi.

## Tiểu sử
Tô Thùy Yên tên thật là Đinh Thành Tiên, sinh ngày 20 tháng 10 năm 1938 tại Gò Vấp. Cha là chuyên viên phòng thí nghiệm Viện Pasteur Sài Gòn, sau về công tác ở Bệnh viện Chợ Rẫy.
Thuở nhỏ học trung học Trường Petrus Trương Vĩnh Ký, có ghi danh theo học ở Trường Đại học Văn khoa Sài Gòn, ban văn chương Pháp, một thời gian rồi bỏ dở.
Ông bắt đầu có thơ đăng trên báo Đời Mới (thập niên 1950) trước khi xuất hiện và nổi tiếng trên tạp chí Sáng Tạo. Tô Thùy Yên, Mai Thảo, Thanh Tâm Tuyền, cùng với các họa sĩ Duy Thanh, Ngọc Dũng là những người nòng cốt của nhóm Sáng tạo, một nhóm sáng tác đã từng được biết đến với phong trào khai sinh "Thơ Tự Do" trên văn đàn Miền Nam vào thập niên 1960. Ông là người miền Nam duy nhất trong nhóm Sáng tạo.
Cuối năm 1963 ông nhập ngũ, phục vụ ngành chiến tranh chính trị. Chức vụ cuối cùng là thiếu tá, trưởng phòng Tâm lý chiến.
Tô Thùy Yên lập gia đình với vợ chánh là bà Huỳnh Diệu Bích, nhưng có thời gian ông chung sống và có con với nhà văn nữ Nguyễn Thị Thụy Vũ.
Sau Sự kiện 30 tháng 4 năm 1975, ông bị nhà cầm quyền cầm tù ba lần, tổng cộng gần 13 năm. Cuối năm 1993 cùng gia đình sang Hoa Kỳ định cư theo dạng tù nhân chính trị ở Saint Paul, Minnesota rồi sau chuyển về sống ở Houston, tiểu bang Texas.
Ông mất ngày 21 tháng 5 năm 2019 tại Texas.

## Tác phẩm
- Thơ tuyển (xuất bản ở Đức năm 1994; Minnesota, Hoa Kỳ, 1995)[6]
- Thắp Tạ (An Tiêm, Houston, Hoa Kỳ, 2004).[7]

### Dịch
- Gã nhân tình, bút danh Đình Kinh Hiệt, NXB Trẻ, 1989[cần dẫn nguồn]